# バイロイトの第九
「バイロイトの第九」は、1951年のバイロイト音楽祭でヴィルヘルム・フルトヴェングラーの指揮により演奏されたベートーヴェンの交響曲第9番とその録音である。

## 前史
リヒャルト・ワーグナーによって創設されたバイロイト音楽祭は戦前から戦時にかけて、ナチス政権の誕生と、ヴィニフレート・ワーグナーを始めとするワーグナー家の政権への接近によって聖地化されていた。そうした経緯から、戦後は非ナチ化審理を受け、1948年12月にヴィニフレートのバイロイト音楽祭への関与を2年半、禁じた。
バイロイト音楽祭開催のための資金源でもあるワーグナー家の遺産を相続していたヴィニフレートが関与できなくなったことを受け、彼女の2人の息子であるヴィーラント・ワーグナーとヴォルフガング・ワーグナーにその遺産を譲ることで、戦後のバイロイト音楽祭の運営権とその資金が確保された。

## 演奏とさまざまな録音
1951年7月29日に開催された戦後初のバイロイト音楽祭は、ヴィルヘルム・フルトヴェングラーの指揮するベートーヴェンの交響曲第9番の演奏によって開始された。
このバイロイト音楽祭にはフルトヴェングラーと契約を結んでいたEMIのウォルター・レッグがチーフとして率いる録音チームと、バイエルン放送の中継スタッフ、音楽祭に出演していたハンス・クナッパーツブッシュと契約していたデッカの録音チームが参加した。
この時の第九の録音は、元々EMIから発売されるフルトヴェングラーによるベートーヴェンの交響曲全集の企画のための試し撮りとして録音されたが、1954年にフルトヴェングラーが没すると、翌1955年に本来予定していたセッション録音の代替として、「バイロイト音楽祭でのライブ録音」としてLPレコードで発売された。この録音が一般に「バイロイトの第九」と呼ばれ、ベートーヴェンの交響曲第9番の録音の中でも名演として評価されている。なおフルトヴェングラーによるバイロイト音楽祭でのベートーヴェンの交響曲第9番の演奏は1954年のものもある。

### 足音入り
1961年に東芝音楽工業から発売された「バイロイトの第九」のLP (XLP 5007~5008)は「足音入り」と呼ばれ、演奏開始前にフルトヴェングラーが舞台袖から登場し、壇上に登って聴衆に向けて挨拶をし、オーケストラたちに語りかける音声とされるものも収録されている。これら足音と語りかける音声は以前のEMI盤にはなかったものである。

### バイエルン放送の音源
2007年に日本のフルトヴェングラー・センターが会員向けに販売した「バイロイトの第九」はバイエルン放送の局内で「放送禁止」と書かれた箱に保管されていたテープから復刻されたもので、同年末にドイツのオルフェオ・レーベルから一般向けに販売された。EMIの音源とは異なる演奏であったため、以後はEMI盤とオルフェオ盤のどちらかが本番、どちらかがゲネプロであるとされ議論を呼び起こした。

### スウェーデン放送の音源
2021年、スウェーデン放送によって中継放送された際の音源をもとにBISから発表された「バイロイトの第九」がSACDで販売された。放送前のアナウンスから指揮者フルトヴェングラーの登場、終演後の拍手までそのまま収録されており、生中継とも考えられている。フルトヴェングラーの足音や楽団員に語りかける音声は存在せず、演奏内容はバイエルン放送の音源と同一である。
このことから、多くの人々に絶賛されたEMI盤はゲネプロの音源を主体とし、一部に公演本番の部分を編集によって組み入れたものであり、足音や楽団員に語りかける音声はゲネプロやそれ以前の練習における誰のものか不明の足音とフルトヴェングラーの楽団員への指示の音声をテープの編集によって挿入したものではないかとの推測もなされている。

### その他の音盤
| レーベル         | 備考 |
| ---------------- | --- |
| オタケンレコード | 2011年、オタケンレコードから当時の擬似ステレオシリーズ「ブライトクラング」の非売品の見本盤をリマスターさせた「バイロイトの第九」が発売されている。その他オタケンレコードからは全四種類のCDが出ている |
| グランドスラム   | 2015年、グランドスラムから音楽評論家の平林直哉がEMI音源をリマスターした「バイロイトの第九」が発売された。2019年には、のちに入手されたより高品質のテープにより新たなリマスター盤が発売された。        |

## 出演者
ヴィルヘルム・フルトヴェングラー (指揮者)、エリーザベト・シュヴァルツコップ (ソプラノ)、エリーザベト・ヘンゲン(アルト)、ハンス・ホップ(テノール)、オットー・エーデルマン (バス)、バイロイト祝祭管弦楽団、バイロイト祝祭合唱団